# Juan Vázquez de Molina
Juan Vázquez de Molina (Úbeda; c. 1500-Ib.; 1570) fue un político español del siglo xvi. 

## Biografía

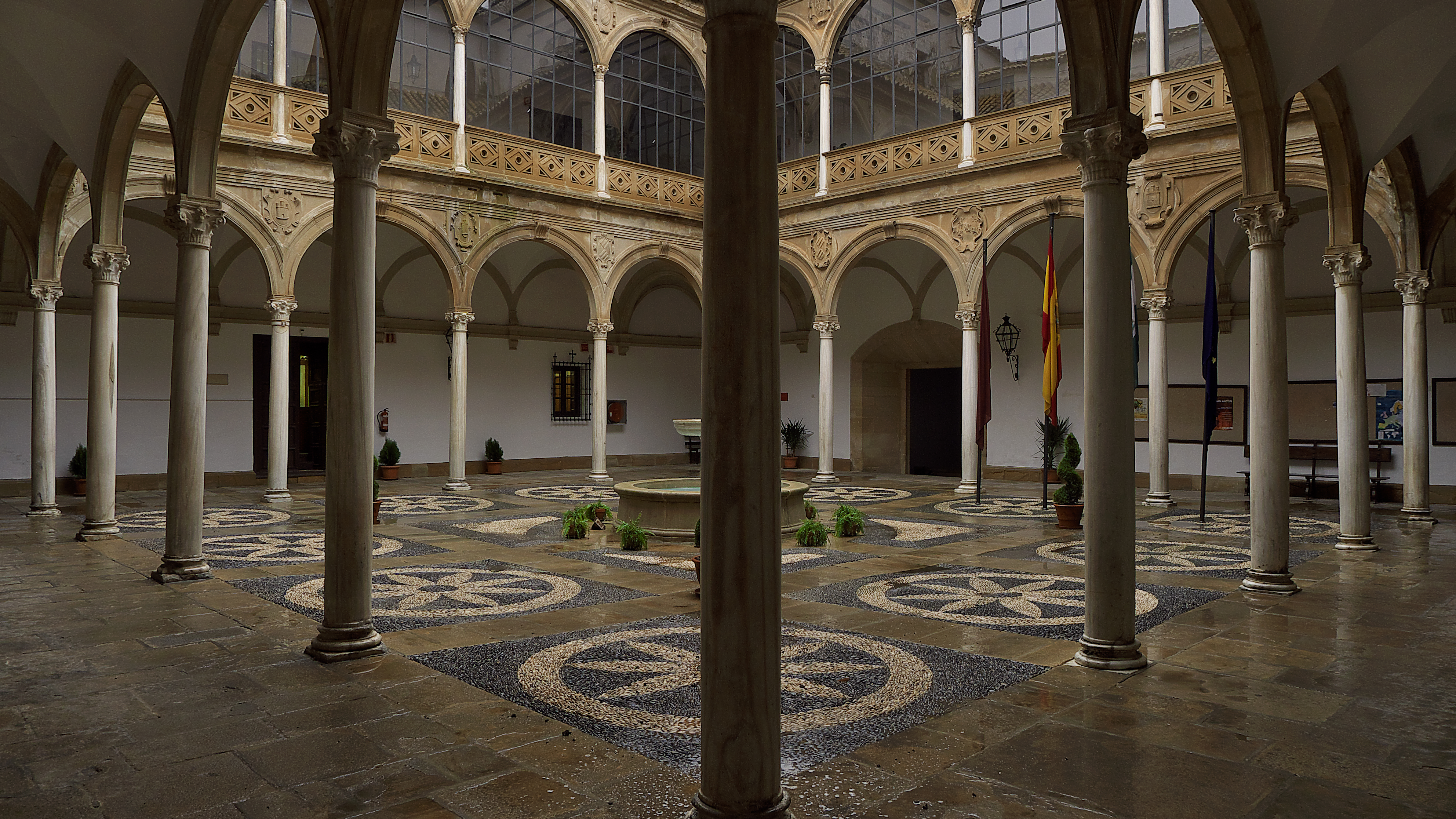
Patio del Palacio de las Cadenas, Úbeda, obra de Andrés de Vandelvira.

En 1528 se le concede el título de Caballero de la Orden de Santiago. 
Entre 1535 y 1538 fue secretario para los asuntos de Castilla. 
El 4 de junio de 1538, Carlos V le otorga el Privilegio de los mineros de oro, plata y piedras preciosas descubiertas y por descubrir en el Obispado de Jaén.
Cuando el emperador Carlos V marcha a Flandes en 1539 y en 1543, Vázquez le acompaña como su secretario y regresa a España en 1545 para ayudar a su anciano tío, el secretario de Estado Francisco de los Cobos, al que sucede en el cargo tras su muerte en 1547. Se convirtió en el personaje más importante del Gobierno castellano hasta el regreso de Felipe II a la Península en 1559.
Alrededor de 1550, Vázquez de Molina da comienzo en Úbeda, su ciudad natal, la construcción de un suntuoso palacio que lleva su nombre, conocido también hoy como Casa de las Cadenas, situado en la plaza central conocida hoy como Plaza Vázquez de Molina, que ha sido nombrada Patrimonio de la Humanidad por la Unesco. Muere en su ciudad natal en 1570.
Juan Vázquez de Molina se casó en dos ocasiones: 
1. En primeras nupcias, hacia 1530, con Antonia del Águila, hija única de Francisco del Águila, perteneciente a una de los linajes más relevantes de Ciudad Rodrigo (Salamanca) desde el siglo XV, que intervino en la conquista de Granada acompañando a los Reyes Católicos. Miembros de su familia intervinieron en la guerra de las Comunidades, en la batalla de Villalar, del lado de Carlos V. Familiar suyo fue el obispo de Zamora, D. Antonio del Águila, el cardenal, D. Francisco Pacheco de Toledo, primer arzobispo de Burgos, hermano del que fuera nombrado embajador en Roma, D. Rodrigo Pacheco, primer marqués de Cerralbo.
2. En segundas nupcias, el 28 de diciembre de 1552, con Luisa de Mendoza Carrillo; hija de Luis Carrillo Hurtado de Mendoza, VI Conde de Priego de Cuenca.

No tuvo descendencia de ninguno de los dos matrimonios y su casa-palacio, construida en Úbeda por el arquitecto Andrés de Valdelviira, la destinará, una cuarta parte de éste, a residencia particular y de los futuros sucesores; y el resto a monasterio de monjas de la Orden de Santo Domingo, que fundará. Tras su muerte, el patronato del convento lo ostentará los sucesores que ha establecido en su testamento: su mujer, Luisa de Mendoza; su sobrino, Juan Vázquez de Salazar, secretario de Felipe II, señor de la Villa de El Mármol, y su heredero; el hijo de éste, Luis Molina Salazar; su hijo, Juan Molina Salazar Enríquez de Navarra y, tras la muerte de este último, los parientes varones del fundador, sucesores con los apellidos Molina, Mosquera o Mesía.

### Citas
1. ↑  Biografías y Vidas. «Juan Vázquez de Molina». Consultado el 19 de marzo de 2007.

Bibliografía
Cartas Cartas, Bartolomé . "La Villa de El Mármol y su relación con el linaje de la familia Vázquez, Molina, Cobos, Perea y Salazar; sus mayorazgos y patronatos en las ciudades de Úbeda y Granada". XV Congreso de Cronistas oficiales de Jaén. Septiembre de 2020.
- Datos: Q5952884